# Alto de Las Palmas
El Alto de las Palmas es un paraje en la ciudad de Medellín (Colombia). Da nombre a una de las seis salidas que comunican a la ciudad con el resto del país: la Carretera Nacional de Las Palmas.

## Contexto geográfico
La configuración de la ciudad, un valle circundado de montañas, la mantuvo aislada durante siglos y su única comunicación con el exterior era a través del uso de comisionistas que traían y llevaban bienes desde y hacia otras partes.
El Alto de Las Palmas se encuentra en la zona rural del municipio de Envigado, en la cordillera central del país, ubicado en la latitud 6.154017 N y longitud 75.542207 W, Mapa a una altitud de 2550 m s. n. m. y una distancia de 17 km de la ciudad. La temperatura varía entre los 8 °C y 15 °C durante todo el año. El Alto es parte de un ecosistema de bosque de niebla, generador de compensadores del clima para la ciudad y de innumerables fuentes de agua. La frescura de su clima es notable ofreciendo una calidad de vida excepcional a los animales y personas que allí habitan. La variedad de pájaros es notable, destacándose la Soledad y las Caravanas.

## Características
La carretera nacional de Las Palmas recibe su nombre del Alto. En 2007 se terminó su ampliación a doble vía en ambos sentidos. Esto permitió aumentar y mejorar la calidad de las comunicaciones terrestres de la ciudad de Medellín y la región oriental cercana del departamento de Antioquia, denominado coloquialmente, el segundo piso de la ciudad. La carretera lleva en una bifurcación presente en el Alto ya sea hacia el Aeropuerto José María Córdoba o hacia el municipio de El Retiro y la zona de Llanogrande y demás sitios de interés del Oriente Antioqueño.
Actualmente, se ha vuelto un lugar muy reconocido en Antioquia por la cantidad de ciclistas que ascienden hasta el punto más alto desde horas tempranas de la mañana; 3 AM; hasta tarde en las noches 11 PM, todos los días de la semana.

## Equipamientos
En el Alto se encuentra una inspección de policía (CAI), así como también el colegio americano The Columbus School y Colegio Fontán. Además se pueden encontrar dos centros comerciales principales; Indiana y VIVA. Ambos cuentan con locales comerciales, oficinas y otros servicios. Algunos kilómetros más adelante se encuentra la Escuela de Ingeniería de Antioquia.

## Importancia
El Alto de Las Palmas ha jugado un importante papel en el desarrollo de la ciudad pues no solo ha servido de puente de comunicaciones terrestres sino también de comunicaciones inalámbricas pues de hecho el ministerio de comunicaciones de Colombia ha mantenido allí una estación de radio que la ha enlazado a la red de microondas nacionales. También, el Alto de Las Palmas es el corredor aéreo para el ingreso a la ciudad de los aviones que provienen del SE y que van a aterrizar en el aeropuerto regional Enrique Olaya Herrera.
La zona cuenta con múltiples restaurantes y otros servicios.

## Ciclismo
Este puerto ha formado parte de las principales carreras de ciclismo del país en múltiples ocasiones.
La vertiente que viene desde Medellín es un exigente puerto de montaña de 15,6 km de longitud con un desnivel positivo de 1046 m con una pendiente media de 6,72% y una pendiente máxima de 9,6%.

### Final de etapa del Tour Colombia
El puerto ha sido final de etapa en el Tour Colombia en una ocasión.
| Año  | Etapa | Distancia | Categoría | Inicio    | Fin                | Primero en la cima |
| ---- | ----- | --------- | --------- | --------- | ------------------ | ------------------ |
| 2019 | 6     | 173,5     | 1.ª       | El Retiro | Alto de Las Palmas | Nairo Quintana     |

### Final de etapa de la Vuelta a Colombia
El puerto ha formado frecuentemente parte de la Vuelta a Colombia recorrido como etapa de Cronoescalada siendo decisiva para definir la carrera.
| Año  | Etapa | Distancia | Categoría | Inicio    | Fin                | Primero en la cima |
| ---- | ----- | --------- | --------- | --------- | ------------------ | ------------------ |
| 2010 | 13    | 206       | 1.ª       | Manizales | Alto de Las Palmas | Javier González    |
| 2012 | 11    | 27,8      | CRI       | Medellín  | Alto de Las Palmas | Fernando Camargo   |
| 2014 | 10    | 17,5      | CRI       | Medellín  | Alto de Las Palmas | Álvaro Yamid Gómez |
| 2015 | 13    | 17,5      | CRI       | Medellín  | Alto de Las Palmas | Óscar Sevilla      |
| 2016 | 6     | 17        | CRI       | Medellín  | Alto de Las Palmas | Mauricio Ortega    |
| 2024 | 9     | 17,3      | CRI       | Medellín  | Alto de Las Palmas | Rodrigo Contreras  |

### Final de etapa del Clásico RCN
El puerto ha sido final de etapa en el Clásico RCN en una ocasión.
| Año  | Etapa | Distancia | Categoría | Inicio              | Fin                | Primero en la cima  |
| ---- | ----- | --------- | --------- | ------------------- | ------------------ | ------------------- |
| 1996 | 8     | 206       | 1.ª       | Santa Rosa de Cabal | Alto de Las Palmas | José Jaime González |